# Генезис капитализма

Оценка ВВП на душу населения по паритету покупательной способности для отдельных европейских и азиатских стран между 1500 и 1950 годами, показывающая взрывной рост экономики некоторых европейских государств с начала XIX века.

Переход от феодализма к капитализму (генезис капитализма) — концептуальная проблема мировой историографии, которая предполагает поиск ответа на вопрос: какие причины привели к возникновению капитализма в одних странах и не возникновению его в других.
Как отмечает профессор Ричард Лахман: «Сама проблема генезиса капитализма была задана работами учёных-марксистов».
На протяжении 20 века к вопросу о причинах перехода обращались историки разных научных школ и разных политических воззрений. Наиболее известными и резонансными стали «дискуссия Добба — Суизи» (вскоре после окончания Второй мировой войны) и «дискуссия Бреннера».
Первой дискуссии положила начало публикация в 1946 году книги Мориса Добба «Анализ развития капитализма», главным же вопросом стала точная дата перехода от феодализма к капитализму. Карл Маркс считал, что «начало капиталистической эры относится лишь к XVI столетию» (согласно Патрику Мэннингу, Маркс относил появление капиталистических систем к 1700-м гг.). По мнению Добба, свойственная капитализму как новому способу производства система может быть прослежена только с конца XVI века. В этом же "долгом" веке капитализм стал преобладающим в Европе и ее зависимых странах согласно Валлерстайну, возникновение современного капитализма после шестнадцатого века отмечал Стивен Сандерсон. Патрик Мэннинг относит возникновение полноценного капитализма к 1800 году. Определяют как эпоху перехода от феодализма к капитализму и длительный период 1350—1550 годов. По Рэю Далио, «изобретение» капитализма произошло в 1600-е. Джейсон Хикель указывает, что капитализм возник в Европе. Филип Джеймс Джонс усматривал возникновение основных черт капитализма в Италии.
Свен Беккерт отмечает, что «промышленный капитализм и Великое расхождение фактически возникли из жестокого сплава рабства, колониализма и экспроприации земли». Подъёму европейского капитализма сопутствовало утверждение европоцентризма.
А. В. Гордон отмечал, что когда индолог А. И. Чичеров, долгое время защищавший концепцию «доколониального капитализма», попытался укрепить методологическую базу концепции авторитетом автора «Развития капитализма в России» (В. И. Ленина), он, будучи добросовестным исследователем, так и не смог достоверно установить, «на каких основаниях Ленин определял раннекапиталистические уклады в России».
Эндрю Нил Портер высказывался, что «есть достаточно оснований полагать, что формы торгового и производственного капитализма возникли и развивались не просто в Европе, а возникали в разных обществах — например, в Индии, Индонезии и некоторых частях Африки — одновременно с ок. 1500 и далее». М. Вебер утверждал, что капитализм, капиталистические предприятия «существовали во всех культурных странах земного шара… в Китае, Индии, Вавилоне, Египте, в средиземноморских государствах древности, средних веков и нового времени». Стивен Сандерсон обращал внимание на самостоятельное возникновение капитализма в Японии.
Эрик Вульф полагал, что ключевым средством перехода к капиталистическому способу производства стала текстильная промышленность Англии XVIII века.
«Для полного понимания возникновения современного капитализма» Кристофер Чейз-Данн выделял работы И. Валлерстайна о Мир-Системе (1994) и Джованни Арриги The Long 20th Century (1994).